# 1933 en basket-ball
Chronologie du basket-ball
1932 en basket-ball - 1933 en basket-ball - 1934 en basket-ball
Les faits marquants de l'année 1933 en basket-ball :

## Récapitulatifs des principaux vainqueurs de compétitions 1932-1933

### Masculins
| Europe - France : CAUFA Reims. - Grèce : non disputé. - Italie : Ginnastica Roma. - URSS : non disputé. | Amériques | Afrique, Asie, Océanie |

### Féminines
| Europe - France : Linnet's Saint-Maur. - Italie : Canottieri Milano. Amériques | Afrique, Asie, Océanie |